# P. Y. T. (Pretty Young Thing)
Singles de Michael Jackson
Human Nature
(1983) Say Say Say
(1983)
Pistes de Thriller
Human Nature The Lady in My Life
P. Y. T. (Pretty Young Thing) est une chanson interprétée par le chanteur américain Michael Jackson, parue sur l'album Thriller (1982). Elle a été écrite par James Ingram, composée et produite par Quincy Jones. Elle est sortie le 19 septembre 1983 en tant que sixième single issu de l'album.

## Composition
La chanson est d'abord enregistrée sur un rythme modéré écrit par Jackson et Greg Phillinganes. Puis, elle est retravaillée avec de nouvelles paroles sur un rythme plus rapide voulue par Quincy Jones qui deviendra la version définitive. La première version (démo) est présente sur Michael Jackson: The Ultimate Collection (2004).

## Accueil commercial
P.Y.T. (Pretty Young Thing) est sorti le 19 septembre 1983, en tant que sixième single de l'album Thriller. Aux États-Unis, le single a atteint la 10e place du Billboard Hot 100 devenant ainsi le sixième single de l'album à atteindre le Top 10 du Billboard Hot 100. 
Au Canada, P.Y.T. (Pretty Young Thing) a atteint la 17e place du classement RPM Top Singles.
En Europe, la chanson atteint la 11e place au Royaume-Uni. Elle a obtenu le plus de succès en Irlande et en Belgique, atteignant respectivement la 4e et 6e place. La chanson a atteint la 13e place aux Pays-Bas et la 51e place en Allemagne de l'Ouest.

## Crédits
- Écrit et composé par James Ingram et Quincy Jones
- Voix de fond : James Ingram et Howard Hewett
- Produit par Quincy Jones
- Synthétiseurs et programmation : Greg Philliganes
- Vocodeur et émulateur : Michael Boddicker
- Clavier Postasound : James Ingram
- Guitare : Paul Jackson Jr.
- Basse électrique : Louis Johnson
- Tambours : Leon Ndugu Chancler
- Claquements de doigts : Michael Jackson, Louis Jagger Johnson, Greg Philliganes, James Ingram, et Steve Ray
- Arrangement par James Ingram et Quincy Jones
- Les P.Y.T.s (choeurs) :
  - Janet Jackson
  - LaToya Jackson
  - Becky Lopez
  - Bunny Hull
- Chœurs supplémentaires :
  - James Ingram
  - Howard Hewett

## Classements et certifications

### Classements

#### Classements hebdomadaires
| Classement (1983–1984)                 | Meilleure position |
| -------------------------------------- | ------------------ |
| Allemagne de l'Ouest (Media Control)   | 51                 |
| Australie (Kent Music Report)          | 40                 |
| Belgique (Flandre Ultratop 50 Singles) | 6                  |
| Belgique (Flandre VRT Top 30)          | 7                  |
| Canada (RPM 50 Singles)                | 17                 |
| Canada (RPM Adult Contemporary)        | 13                 |
| Canada (CHUM)                          | 11                 |
| États-Unis (Hot 100)                   | 10                 |
| États-Unis (Adult Contemporary)        | 37                 |
| États-Unis (Hot Black Singles)         | 46                 |
| États-Unis (Hot Dance/Disco Club Play) | 1                  |
| États-Unis (Cash Box Top 100)          | 15                 |
| Irlande (IRMA)                         | 4                  |
| Pays-Bas (Nederlandse Top 40)          | 13                 |
| Pays-Bas (Single Top 100)              | 14                 |
| Pologne (Classements Singles)          | 19                 |
| Royaume-Uni (UK Singles Chart)         | 11                 |

| Classement (2009)                         | Meilleure position |
| ----------------------------------------- | ------------------ |
| Belgique (Flandre Back Catalogue Singles) | 26                 |
| Canada (Hot Canadian Digital Singles)     | 48                 |
| États-Unis (Hot Digital Songs)            | 14                 |
| Pays-Bas (Single Top 100)                 | 68                 |
| Suisse (Schweizer Hitparade)              | 92                 |

| Classement (1983)     | Position |
| --------------------- | -------- |
| États-Unis (Cash Box) | 96       |

| Classement (1984)              | Position |
| ------------------------------ | -------- |
| Belgique (Flandre Ultratop 50) | 65       |

### Certifications
| Région                                                                  | Certification | Ventes/Streams |
| ----------------------------------------------------------------------- | ------------- | -------------- |
| États-Unis (RIAA)                                                       | 2 × Platine   | 2 000 000^     |
| Royaume-Uni (BPI)                                                       | Argent        | 250 000^       |
| ^Mise en rayon selon la certification xNon précisé par la certification |               |                |

## P.Y.T. (Pretty Young Thing) 2008
La chanson a été remixée pour un duo entre Michael Jackson et Will.i.am dans Thriller 25 (2008). Cette version présente un son et des paroles différents du titre présent sur Thriller et se rapproche beaucoup plus de la démo originale de la chanson qui figure dans le coffret Michael Jackson: The Ultimate Collection (2004).

## Reprises
- Dans la série télévisée Glee par le personnage Artie Abrams ;
- Une reprise par Quincy Jones (avec T-Pain et Robin Thicke), album Soul Bossa Nostra (2010)[25] ;
- Une version dance par John Gibbons en 2017[26].

## Divers
La chanson devait à la base s'appeler « Infectious Party Jam » et c'est la femme de Quincy Jones qui aurait trouvé le titre P. Y. T. (Pretty Young Thing).